# هانلونتون (آیووا)
هانلونتون (به انگلیسی: Hanlontown) شهری در ایالت آیووا کشور ایالات متحده آمریکا است که جمعیت آن در سرشماری سال ۲۰۱۰ میلادی، ۲۲۶ نفر بوده‌است.